# Edizioni Periferia
Die Edizioni Periferia ist ein Schweizer Verlag für Kunstbücher, der aus der Galerie Galleria Periferia hervorgegangen ist. 

## Geschichte
Die Galleria Periferia wurde im Jahr 1986 durch das Ehepaar Gianni und Flurina Paravicini-Tönz in Poschiavo gegründet. Nach einem Umzug nach Luzern wurde die Ausstellungsaktivität 1992 durch die Gründung des Verlages Edizioni Periferia ergänzt. Bis 2000 fanden die Ausstellungen noch in Poschiavo statt, danach in Luzern; jedoch rückte im Laufe der Zeit der Verlag immer mehr im Vordergrund.
2007 wurde das Ehepaar Gianni und Flurina Paravicini-Tönz für seine Verlagsarbeit mit dem Anerkennungspreis des Kunst- und Kulturpreises der Stadt Luzern ausgezeichnet.

## Programm
Das Verlagsprogramm umfasst Bücher, Editionen, Videos und DVDs zur zeitgenössischen Kunst.
Darunter findet sich der vom Aargauer Kunsthaus herausgegebene Katalog zum Manor Kunstpreis 2012.
Zu den Künstlern im Verlagsprogramm gehören Anton Egloff, Klodin Erb, Urs Lüthi (darunter der Katalog zur Retrospektive 2009 im Kunstmuseum Luzern), Dieter Roth, Roman Signer u. a.